# Курячі Лози (заповідне урочище)
Ку́рячі Ло́зи — заповідне урочище в Україні. Розташоване в межах Кривоозерського району Миколаївської області, на захід від села Курячі Лози. 
Площа 302 га. Статус присвоєно згідно з рішенням облради № 448 від 23.10.1984 року. Перебуває у віданні ДП «Врадіївське лісове господарство» (Березківське лісництво, кв. 5-10). 
Статус присвоєно для збереження лісового масиву з цінними насадженнями дуба; у домішку — ясен, клен, липа, береза. Через заповідне урочище проходить автомагістраль E95.